# 陳明仁 (1903年)
陈明仁（1903年4月7日—1974年5月21日），号子良，湖南省醴陵縣人，中華民國陆军中将。中国人民解放军高级军官。1955年被授予中国人民解放军上将军衔。是第一、二、三届国防委员会委员，第一、二、三届全国人民代表大会代表，中国人民政治协商会议第一届全国委员会代表及第三、四届全国委员会常务委员。

## 生平

### 早年
1903年4月7日出生于大清湖南省長沙府醴陵縣洪源乡（今李畋镇）一个农民家庭。7岁入私塾，10岁进新式学堂，13岁娶妻谢芳如。1920年考入长沙兑泽中学，毕业后回乡担任小学教员。1924年進入廣州大本營陸軍講武學校第一期就讀，11月19日該期學生轉入黄埔军校教育，並以黃埔一期毕业生身分畢業，毕业后任排长，參與國民革命軍東征，作战勇敢，奋勇先登惠州，一年之内即晋升为中校营长。1927年又晋升为上校，1928年任国民革命军上校团长。
1930年升職為國民革命軍第10師下屬之第28旅少將旅長，該部隊參與1930年7月在鎮壓石友三反蔣起兵一役。因此戰功，1932年升任國民革命軍第80師副師長兼下屬步兵238旅旅長；80師在1932年投入豫鄂皖邊區第四次圍剿作戰，1933年3月初卸職238旅旅長職務由其同學何文鼎接任，1933年8月80師遭中國工農紅軍第一軍團擊潰，雖然師指揮部及時逃脫，但80師師長李思愬因指揮無方遭解職，陳明仁暫代80師師長。
1934年1月，80師被調往福建省浦城執行對盤據福建省的中國共產黨軍作戰，陳明文兼任浦城警備部司令。在1934年3月爆發在福建的剿共作戰中，與中國工農紅軍第三軍團、中國工農紅軍第九軍團一部交戰，在1934年9月，陳明仁遭「吃空餉」、「作戰不力」、「貪污」等理由遭到解職，師長一職由副師長陳琪接任。隨後陳明仁被調往庐山军官训练团受訓，擔任訓練團第1大隊副隊長兼中隊長，結訓後並未回任部隊，只有短暫的被調往江西省，1935年春季又進入陸軍大學第13期就讀，並被調入國民政府軍事參議院擔任中將參議。

### 抗日战争
1937年抗日战争开始時，陳明仁仍在陸軍大學就學，直到1938年春季才畢業。
畢業後，先擔任軍政部部附兼第六補訓處處長，1938年6月由第六補訓處之新兵組建出國民革命軍預備第2師，陳明仁任該師中將師長，參加武漢會戰。戰後，軍事委員會重編國民革命軍第八軍之際將預2師納入序列，預2師調入四川省進行整訓，1939年3月駐紮湖南，1939年末至1940年初參加桂南會戰。1940年，第八軍移防四川，並接替有意作亂的川軍將領周成虎防區，陳明仁因此兼任川南清鄉司令官。

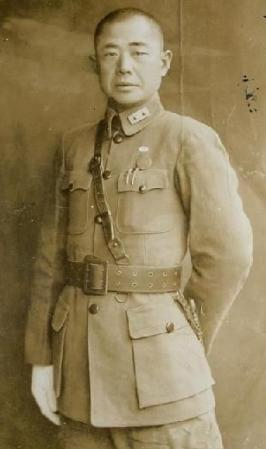
国军时期的陈明仁

1941年冬季，第八軍移防昆明，擔負道路修築工程。1941年冬，陈明仁改任国民革命军第七十一军副军长。1942年初，七十一軍自軍委會直屬部隊移編給第11集團軍，成為中國遠征軍之作戰序列部隊。
七十一軍並未投入1942年的入緬作戰，軍部駐紮保山，作為監視怒江對岸日軍的防禦部隊，並持續對日軍進行游擊騷擾。隨後，七十一軍納編Y部隊整訓計畫。
1943年底滇西緬北戰役爆發，七十一軍為首批在腾冲、松山、龙陵、回龙山等地向日軍防線發動攻堅的部隊，雖死傷慘重，但靠著以血洗血的硬仗推進下中印公路總算打通。龙陵之战后，陈明仁升任七十一軍军长。在攻占遮放后，于1945年1月在缅甸芒友与驻印军胜利会师。

### 第二次国共内战
1946年，七十一軍由美國軍艦運輸開往东北，参加第二次國共內戰。1947年夏季，林彪率领东北民主联军发起夏季攻势，陈明仁指挥的第七十一军敗退撤入吉林四平，集合了地方武装等部队约3万人固守待援。
1947年5月22日至6月30日，陳明仁坚守四平市，挡住了东北民主联军第一纵队司令员李天佑指挥三个纵队的围攻40多天，巷戰19個昼夜。1947年6月15日，四平大战紧张激烈之际，蒋介石日记中写：「四平街被敌连日围攻。陈明仁指挥无方，殊为可虑。然尚能保持，未为所陷，亦云幸矣。」同日，蒋介石致电王叔铭，嘉勉空军在四平的功绩：「如四平果能转危为安，确保不失，则空军乃为第一首功。」直至东北保安副司令长官郑洞国率军击退东北民主联军，解除四平包围，为第三次四平戰役国军方面胜利奠定基础。6月，陳明仁擊退林彪率领的东北民主联军，以少數兵力堅守四平街40多天，巷戰19個畫夜，被擢升為第七兵團司令官，獲得青天白日勳章:224-225。蔣特電嘉勉:51。7月1日，四平之战国军已转危为安；当天随军记者前往四平，发回战地报道，蒋介石阅后在日记中写：「报载辽北四平街战后情况。公以为守军英勇，固属可嘉。惟四平街所以确保，空军之功，亦不可磨灭也。」7月22日，总参谋长陈诚提出晋升四平之战有功之人，陈明仁由少将晋升中将。7月30日，陈诚提议颁给陈明仁青天白日勳章：「此次四平街战役，七十一军军长陈明仁，以六团残破之师，抗御匪军十万之众，血战十八日，伤亡三分之二，犹能坚苦卓绝，确保四平，转折大局。拟请颁给青天白日勳章。」8月4日，蒋介石决定撤销东北保安司令长官部，归并东北行辕；同时，提出东北整兵计划，将东北部队划为三到四个兵团，并派陈诚接掌东北行辕；同日，陈诚提交计划中的兵团名单，建议由陈明仁升任东北第二兵团中将司令官，由中训团东北分团主任刘安祺接替陈明仁七十一军军长。8月10日，陈明仁致电蒋介石：「（一）71A刻正补训，军心未固，遽而易长，似非所宜。拟恳准生仍兼军长，或以副军长向凤武升充。（二）万恳准生即日飞京晋谒，面述苦衷。」蒋批：「复应绝对遵奉命令，不得有违。待刘军长到任接替后，来京面叙。」
但事隔不久，陳誠組織參觀團到四平陣地視察:225。參觀團中，美國顧問看到陣地上使用不少美援麵粉、大米包疊成工事，當場向陳誠提出抗議:225。同时，遼北省政府主席劉翰東在戰鬥中想逃跑，遭陳明仁拒絕，向陳誠告發第七十一軍搶糧；不少民眾也上書反映第八十七師在四平車站劫走全部糧食，說：「四平不平，搶燒一空」。9月11日晚，蒋介石召见陈明仁。陈明仁在谈话中提到其接掌七十一军任内，因军事需要的大量亏累，希望能够核销。这次谈话蒋介石对陈明仁的观感记载在官修《蒋总统事略稿》：「公目之为贪婪之徒也。」
9月15日，国民政府正式授予陈明仁青天白日勋章。五天后，蒋介石就致电陈诚要求彻查陈明仁：「据陈军长明仁来京报告谓在任内积亏券币达九千万之多，其实情究竟如何？沈阳及四平各银行存汇账目希派员密查，如填有假名亦应责令银行负责指明真实姓名。并云该军薪饷有二月未清，此时是否属实，均望详复为要。」9月24日，陈诚回电蒋介石：「据各方报告，部队一般军风纪均极废弛，以七十一军为尤甚。……近复据“联总”报告，四平解围后，该军竟将八百吨救济物质抢掠一空，事关国际信誉，请予偿还……七十一军军长陈明仁，苦守四平，固属有功，但对所部不加约束，纵取扰民，丧失民心，于战后复不顾及政府对外协定，抢掠救济物资，致损国际信誉，殊属情难可原，拟请将该员撤职查办，以正视听，而维纲纪。」蒋批：「该员现告假回湘扫墓，待其来京后再办。」
10月20日，陈明仁致电蒋介石，将其军长任内所有垫支临时费表证清册提交：「自接掌七十一军，时将三载，剿匪抗日，整补移防，虽樽节核实开支，然以事实，必须不得不酌情支用。但月领经费，格于预算，向无结余，记在职三载，先后共挪垫支券币九千一百余万元。」10月24日，陈明仁上书蒋介石，就陈诚9月24日的指控自辩：「（一）当四平保卫战激烈进行时，辽北省主席刘翰东一再联合各机关团体，屡以书面要求撤退并劝生突围。五月二十日经辽北党政会报全体议决，所有机关、团体、民众、银行均不许撤退疏散，经电呈熊主任有案。乃于二十一日，省党部主委罗大愚即率全体工作人员逃匿沈阳，生电呈中央予以撤职查办在案。当五月二十日党政会报时，救济总署辽北办事处长赵惠东曾要求将行总存四平物资交由党政会报接收，经全体议决，仍由该处自行保管。乃该员竟于二十一日潜行逃沈，该处遂陷于无人负责状态。至五月二十六日党政会报，始决议由该处储运科长唐英麟负责主持，曾电呈行辕在案。（二）行总存储四平之物资，经辽北办事处列册呈报动员委员会者，其品种数量均属有案，可查其中动用者。如六月十一日第十一次动员委员会议第五项所决议由该处提交动员委员会之牛奶、罐头、面粉等交第五绥靖区副官处出据领取，转发各部，以资慰劳，此皆手续完备，有案可稽。迨至四平解围，该处曾携来物质品名清册一大束，请求证明损失。生以责任所在，除该处曾报动员委员会有案者外，概行拒绝。该处复一再向动员委员会及经理处做同样要求，均经严词拒绝。是该处欲假战争之机会，做报销物质之用心，昭然若揭，所云八百吨物质何去何存不难彻查。（三）生奉命守卫四平，早报与城存亡之心，血战二十日，四平道西之失，由于保安团之叛变，其部队纪律之废弛，早为东北人士所共见。纵兵扰民，实为刘翰东之自供，究其诬控之因，一缘于刘翰东之屡请撤退，经生严词谴责，恼羞成怒；再缘于罗大愚、赵惠东之临战潜逃，经生呈请法办，怀恨在心，乃互相勾结，虚构事实，设词陷害。为恳准派公正大员予以彻查，如诚属生过，愿受处分，在本鉴核。」
11月10日，陈诚致电蒋介石，并未就陈明仁10月24日电提供的材料做新的说明：「该员现已在京，拟现予以停职调部，听候查明办理。当否乞核示。」蒋介石批复同意。至此，陈明仁四平战后反而被免去一切职务，成了待罪之身。調往南京任總統府中將參軍:225。1947年12月29日，陈诚致电蒋介石，报告陈明仁抢粮劫财案调查结果，陈明仁指控的罗大愚、赵惠东等均属实；坚称：「该军军纪废弛，抢粮劫财实无疑问。」但对陈明仁的指责并没有确凿证据：「该军败纪抢粮一案，以事过境迁，无法取证。」一并撤销陈明仁的部队：「查第七兵团（陈明仁）司令部因主持乏人，已饬自十二月底暂行结束，其直属队所有装备，亦已饬交新7A接收。」
1947年12月31日，陈诚报告蒋介石9月20日交办的陈明仁亏空事宜，近半可证明属于“步队作战因实际需要垫支”，“拟准予核销”；而另一半，虽然无法确实证明属于“时间急迫，需自行垫款购屯”，但也没有明确证据证明不属于。陳誠報請蔣介石撤換陳明仁:750。最后陈诚建议：「窃以该军长在四平战役英勇，殊堪嘉尚，其扭转战局之功，实不可磨滅。复据监察局彭局长查明，当时迫于事势，自动屯购，亦系实情，似可免于追究手续，拟恳并准核销。
而关于银行假名汇款、拖欠军费等，经查均无问题。」
淮海戰役前夕，白崇禧向蔣介石推薦陈明仁擔任武汉警备司令:225。他經過反覆權衡，便決定去武漢；但要求白崇禧改為武漢警備總司令:225。何應欽就對陳明仁說：「你就當华中剿匪总司令部副总司令兼武漢警備司令好了。」1948年10月，陳明仁到武漢就職，旋兼任第二十九军军长:225。后改任第一兵团司令长官、湖南省政府代理主席。

### 中华人民共和国成立后
1949年8月4日，陈明仁与程潜率部在长沙宣布起义，易帜为中国国民党人民解放军第一兵团，受毛泽东和朱德嘉勉。其后他任中国人民解放军第二十一兵团司令员、湖南军区副司令员。9月1日，陳明仁兼任湖南省临时政府主席:9001。11月，任中国人民解放军第四野战军第二十一兵团司令、中南军政委员会委员等职。
1951年，他率部队进入广西剿匪。1952年，任第五十五军军长。此后，陈长期率部在广东湛江驻守。
1955年，陈明仁獲授上将军衔和一级解放勋章。1954年，他当选为第一届全国人大代表。9月，他出席第一届全国人大第一次会议讨论宪法草案，期间并发言。1968年陳明仁忽然接到通知，要他回到湖南休養。他接此通知後，即將解放軍的紅五星帽徽、軍服等，要警衛員送回軍部，並寫信告訴兒子們，他奉命回到湖南長沙當老百姓了。不久，總理周恩來得知此事後，即令軍部將他的軍服、帽徽送回，並說明不是離開解放軍編制，是離職休養，在部隊的一切待遇不變。陳明仁接受後又遷到湖南長沙上麻園嶺。
1972年夏天，陳明仁突然身患不治之症，湖南軍區先送他到中國人民解放軍廣州軍區總醫院診斷治療。周恩來此時也重病在身，但他還親自過問陳明仁的醫療方案，逐字逐句批閱，並指示一定要盡一切努力挽救陳明仁的生命，但陳明仁最終於1974年5月21日黃昏在北京病逝，享年71歲。

## 评价
1947年陳明仁撤職一事，究竟是陳誠私心自用，還是貫徹蔣介石的意志，至今仍衆說紛紜。但陳明仁為人跋扈囂張是不爭的事實。梁肅戎回憶，在一次會議上，陳明仁當眾拍桌開罵說：「四平是我的！」，且百般侮辱省主席劉翰東。陳明仁對所部不加約束，縱兵搶掠救濟物資，亦為東北百姓所憎惡。
1949年，毛泽东请长沙起义之后的陈明仁在家中做客，毛泽东对他说：“我看林彪打仗就不如你哟！”